# Švýcaři
Švýcaři (německy die Schweizer, francouzsky les Suisses, italsky gli Svizzeri, rétorománsky ils Svizzers) je souhrnné označení pro obyvatele resp. občany Švýcarska. Celkový počet Švýcarů žijících po celém světě byl v roce 2008 udáván 6,75 miliónu.

## Charakteristika
Vzhledem k tomu, že Švýcarsko především vůči sobě samému nerozlišuje mezi národností a státní příslušností, je za Švýcara považován každý držitel švýcarského státního občanství, bez ohledu na etnický původ. Jeden z požadavků pro získání státního občanství ve Švýcarsku je proto také vykazování osobních vlastností, jež jsou považovány za vlastní švýcarskému národu. Mj. proto je také čekací lhůta poměrně dlouhá - 12 let trvalého pobytu v zemi a podle místních podmínek také stanovenou dobu v daném kantonu a v obci. Ztratí-li nový občan Švýcarska své původní občanství, ztrácí tím formálně i svoji původní národnost.

## Jazykové skupiny
Podle svého původu a jazyka, kterým hovoří, se dělí do čtyř skupin:
- německy hovořící Švýcaři (Deutschschweizer, Dütschschwiizer), přičemž hovorovým jazykem jsou zpravidla značně odlišné, byť mezi sebou více méně srozumitelné lokální dialekty, souhrnně tzv. Schwyzerdüütsch, Schwizerdütsch nebo Schwiizertüütsch
- francouzsky hovořící Švýcaři (Romands, Welscher)
- italsky hovořící Švýcaři (Svizzeri italiani, německy podle jediného pouze italsky mluvícího kantonu Tessin Tessiner, ač se i v malé části kantonu Graubünden mluví italsky)
- rétorománsky hovořící Švýcaři (Rumantsch, Retoromaner)

## Osobnosti

### Věda
Matematik a fyzik Daniel Bernoulli položil základy hydrodynamiky. Byl též zakladatelem slavného matematického rodu, jehož dalším představitelem byl Jacob Bernoulli, který rozvíjel například teorii pravděpodobnosti, či jeho bratr Johann Bernoulli, učitel Leonharda Eulera, pravděpodobně nejslavnějšího švýcarského matematika vůbec. Eulerovým spolupracovníkem byl další člen slavné rodiny Nicolaus II. Bernoulli. K matematikům tohoto okruhu patřil i Gabriel Cramer, autor tzv. Cramerova pravidla pro řešení soustav lineárních rovnic metodou determinantů.
Švýcarský původ měl i britský kvantový fyzik Paul Dirac. Fyzik Fritz Zwicky (jehož matka byla Češka, jeho otec Švýcar v norských diplomatických službách, přičemž Fritz se narodil během jeho diplomatické mise v bulharské Varně) přišel s průlomovým konceptem tzv. temné hmoty. Auguste Piccard se proslavil výstupem do stratosféry za pomoci balónu. Jeho syn Jacques Piccard byl známým oceánografem a vynálezcem batyskafu a jeho syn Bertrand Piccard zas proslul jako balónový letec a průkopník solárního letectví. Horace-Bénédict de Saussure vynalezl sluneční pec. Jakob Steiner je autorem tzv. Steinerovy věty o momentu setrvačnosti v mechanice otáčivého pohybu. Johann Heinrich Lambert mj. dokázal, že číslo Pí je iracionální, vynalezl vlhkoměr, studoval světlo, komety, mlhoviny či zásadně ovlivnil kartografii. Vzorec pro výpočet vlnové délky viditelných spektrálních čar atomu vodíku, od něhož se odvíjí moderní pojetí atomu vůbec, je dílem Johanna Jakoba Balmera. Hodinář Joost Bürgi pracoval i na pražském dvoře Rudolfa II. V informatice se prosadil Niklaus Wirth, autor programovacího jazyka Pascal. Významným astronomem byl Paul Guldin. Nobelovu cenu za fyziku získali Charles Edouard Guillaume, Felix Bloch, Heinrich Rohrer a Karl Alexander Müller, za chemii Paul Karrer, Alfred Werner, Kurt Wüthrich, Richard R. Ernst, za fyziologii Emil Theodor Kocher, Paul Hermann Müller, Werner Arber, Walter Rudolf Hess, Rolf Martin Zinkernagel a Edmond Henri Fischer.
Zakladatelem moderního lékařství byl Paracelsus. Všestranný renesanční učenec Conrad Gessner založil mj. moderní zoologii. Bakteriolog Alexandre Yersin objevil původce dýmějového moru. Friedrich Miescher objevil DNA, ačkoli neznal její strukturu a přesnou roli v dědičnosti. Albert Hofmann se proslavil objevem halucinogenu LSD. Geolog Louis Agassiz zavedl koncept tzv. doby ledové.
V oblasti humanitních a sociálních věd ovlivnilo svět asi nejvíce dílo filozofa a ženevského rodáka Jeana-Jacquese Rousseaua. Tradičně se ve Švýcarsku daří psychologii. Jean Piaget je tvůrcem druhé nejvlivnější psychologické školy 20. století, tzv. kognitivní psychologie. Carl Gustav Jung došel věhlasu díky svému propojení psychologie a magie. Jeho učitel Eugen Bleuler je autorem pojmu schizofrenie. Psycholog Hermann Rorschach je autorem nejznámějšího projektivního testu na světě, tzv. Rorschachových karet, které se časem staly jakýmsi symbolem psychologie, často parodovaným. Průkopníkem v oblasti moderní pedagogiky byl Johann Heinrich Pestalozzi. Metodu výuky hudby za pomoci pohybu vyvinul Émile Jaques-Dalcroze. Slavnou tezi o prapůvodním matriarchátu formuloval antropolog Johann Jakob Bachofen. Vztah mezi fyziognomií a charakterem se pokoušel definovat Johann Kaspar Lavater. Především posmrtně vydaným deníkem se proslavil filozof Henri-Frédéric Amiel. Benjamin Constant je významným teoretikem liberalismu. Jedním z nejznámějších historiků umění byl Jacob Burckhardt, který je dnes vyobrazen na švýcarské tisícifrankové bankovce. Jeho pokračovatelem byl Heinrich Wölfflin. Jako cestovatel a orientalista se proslavil Johann Ludwig Burckhardt. Nejznámějším "záhadologem" světa je bezpochyby Erich von Däniken, který od 60. let 20. století dráždí vědu svou paleoastroanautickou tezí.
Švýcarsko sehrálo zásadní úlohu v dějinách náboženské reformace. Švýcaři Jan Kalvín a Huldrych Zwingli přinesli dvě její zásadní podoby. Kalvínovým žákem byl Theodor Beza, Zwingliho Heinrich Bullinger. Roger Schütz je zakladatelem ekumenického společenství v Taizé. Významným teologem byl v poslední čtvrtině 20. století Hans Küng.

### Umění
Jedním z nejvýznamnějších moderních dramatiků je Friedrich Dürrenmatt. Hermetismem bylo velmi ovlivněno dílo spisovatele Hermana Hesseho. Nositelem Nobelovy ceny za literaturu je Carl Spitteler. Významnými autory byli rovněž Max Frisch, Robert Walser, Gottfried Keller, Blaise Cendrars, Charles-Ferdinand Ramuz, Conrad Ferdinand Meyer, Jeremias Gotthelf, dnes kupříkladu Agota Kristofová. Známou autorkou literatury pro děti byla Johanna Spyri.
Alberto Giacometti je možná nejslavnějším avantgardním sochařem. Jedním z nejvýznamnějších představitelů výtvarné avantgardy 20. století je Paul Klee. Rodačkou ze Švýcarska je i neoklasicistická malířka Angelica Kauffmanová. Mezi expresionisty si vydobyl důležité místo malíř Johannes Itten. Prací na filmu Vetřelec se proslavil surrealistický malíř H. R. Giger. Svými dřevoryty proslul Félix Vallotton, svým kinetickým uměním Jean Tinguely. K vlastnímu stylu zvanému paralelismus, blízkému secesi, se propracoval v 19. století malíř Ferdinand Hodler. Díky svým výjevům ze švýcarského venkova 19. století si drží post národního malíře Albert Anker. Významným symbolistickým malířem byl Arnold Böcklin, romantickým Henry Fuseli. Johann Carl Bodmer se proslavil realistickými obrazy z autentického prostředí amerického tzv. divokého západu.
Jedním z nejslavnějších Švýcarů je také Le Corbusier, otec moderní architektury. Ředitelem slavného Bauhausu byl Hannes Meyer. Představitelem modernismu je i Mario Botta. Prestižní Pritzkerovu cenu získal i Peter Zumthor. Firma Herzog & de Meuron architektů Jacquese Herzoga a Pierra de Meurona postavila například mnichovskou Allianz Arenu. Představitelem architektonického dekonstruktivismu je Bernard Tschumi. Francesco Borromini a Carlo Maderno (oba narozeni ve švýcarském Ticinu) patří k nejvýznamnějším barokním architektům.
Nejvýznamnějšími hudebními skladateli jsou Othmar Schoeck a Arthur Honegger. Zpěvačka Lys Assia zvítězila ve vůbec prvním ročníku soutěže Eurovize. V 90. letech se mezinárodně prosadil představitel euro-popu DJ Bobo. Oceňovaným skladatelem elektronické hudby je Robert Miles nebo i Dieter Meier, který spolu s Borisem Blankem tvoří skupinu Yello.
Herečka Ursula Andressová se zapsala do dějin populárního filmu jako bondgirl v první filmové bondovce Dr. No.

### Sport
V posledních letech se Švýcaři výrazně prosazují v tenise. Roger Federer patří k nejlepším tenistům všech dob, mezi ženami uspěla Martina Hingisová. Tradičně vozí mezinárodní úspěchy švýcarští lyžaři – čtyři zlaté olympijské medaile má skokan na lyžích Simon Ammann, gymnasta Georges Miez, sjezdařka Vreni Schneiderová, střelec Konrad Stäheli či běžec na lyžích Dario Cologna. Stéphane Chapuisat byl zřejmě nejslavnějším švýcarským fotbalistou. Průkopník sportu Joan Gamper založil kromě řady švýcarských fotbalových klubů také klub FC Barcelona. Někdejší hvězdou formule 1 je Clay Regazzoni, zakladatelem stáje formule 1 Sauber je Peter Sauber.

### Mezinárodní organizace
Vzhledem k tradici neutrality své země a z toho plynoucích sídel různých mezinárodních institucí, se v nich Švýcaři prosazují jako funkcionáři. Sepp Blatter byl dlouholetý, i když kontroverzní předseda mezinárodní fotbalové federace FIFA. Carla del Ponte byla hlavní žalobkyní Mezinárodního trestního tribunálu pro bývalou Jugoslávii či pro Rwandu. Někdejší zmocněnec OSN pro výživu Jean Ziegler jako jeden z prvních upozornil na problematičnost tzv. ekologických paliv vyráběných ze zemědělských plodin.

### Jiné osobnosti (výše nezařazené)
Zakladatel Červeného kříže Henry Dunant je vůbec první švýcarský nositel Nobelovy ceny za mír. Mírovou nobelovku získal i Élie Ducommun. Bojem proti justičním omylům se proslavil Hans Martin Sutermeister. Švýcarským národním hrdinou je Vilém Tell, byť není zcela jisté, zda šlo o historickou postavu. V obchodu se prosadil zakladatel světového hotelového impéria César Ritz. Zakladatel světoznámé americké automobilové značky je Louis Chevrolet.

### Osobnosti nešvýcarského původu
Švýcarsko je velmi bohatá země, navíc tradičně neutrální, takže existuje mnoho osobností, které získali švýcarské občanství v průběhu svého života, ač je lze považovat patrně spíše za příslušníky jiných národů. Nejslavnějším z takových je bezpochyby fyzik Albert Einstein, který získal švýcarské občanství ve svých 22 letech. Podobným případem byl fyzik Wolfgang Pauli, nositel Nobelovy ceny za fyziku Jack Steinberger, matematik George Pólya, představitel pozitivismu Richard Avenarius či třebas americká zpěvačka Tina Turner. I výše zmíněný Jan Kalvín patří mezi ně.
Bankéř Jacques Necker byl zase jiným případem, stal se díky svému bankovnímu vztahu k francouzskému dvoru francouzským ministrem financí. Jeho dcera Germaine de Staël se stala významnou spisovatelkou. Bohaté švýcarské rodiny se vůbec pohybovaly dosti volně západní Evropou, zejména jejími protestantskými částmi, takovou byla i rodina Merianů, zakladatelů velkého nakladatelského domu, v níž se (ve Frankfurtu) narodila i ilustrátorka a kreslířka zvířat Maria Sibylla Merianová, jež byla dlouho vyobrazená na pětisetmarkové bankovce. Dalším významným příslušníkem rodiny byl rytec Matthäus Merian. Známou, po něm pojmenovanou odrůdu vinné révy vypěstoval německý profesor švýcarského původu Hermann Müller-Thurgau. Prokazatelně mají Švýcary mezi svými předky mj. 44. prezident USA Barack Obama, kanadská zpěvačka Céline Dion, US-americká zpěvačka Cyndi Lauper, někdejší špičkový politik NDR Erich Honecker. Švýcarského dědečka, po němž zdědil příjmení, měl americký herec Yul Brynner.
Mezi české známé osobnosti, které jsou nebo byly Švýcary, se řadí např. Karel Schwarzenberg, Ota Šik či Dalibor Brázda. I Martina Hingisová (původem z Košic) je po matce Češka (její otec je slovenský Maďar). Zaznamenáníhodných úspěchů v tenisu dosáhl syn českých rodičů Jakob Hlasek. Stejně tak má české rodiče velmi nadějný hokejista Kevin Fiala. V rámci úniku před pronásledováním hitlerovským nacismem získali jak švýcarské, tak i československé občanství někteří příslušníci slavné německé literární rodiny Mannových.

## Další známí Švýcaři
- Věda: Charles Bonnet, Gaspard Bauhin, Michel Mayor, Germain Henri Hess, Jean Charles Léonard de Sismondi, Notker Balbulus, Albert von Kölliker, Jean Charles Galissard de Marignac, Marcel Grossmann, Paul Wild, Rudolf Wolf, Yves Rossy, Johann Bauhin, Robert Julius Trumpler, Charles Bally, Johann Jakob von Tschudi
- Sport: Pirmin Zurbriggen, Lara Gutová-Behramiová, Didier Défago, Carlo Janka, Didier Cuche, Dominique Gisinová, Selina Gasparinová, Alex Zülle, Erhard Loretan, Hugo Koblet, Thabo Sefolosha, Andrea Chiesa, Sandro Viletta, Silvan Zurbriggen, Ciriaco Sforza, Kubilay Türkyilmaz, Alexander Frei, Marc Rosset, Louis Zutter, Nicola Spirigová, Steve Guerdat, Stanislas Wawrinka, Fabian Cancellara
- Výtvarné umění a typografie: Anton Graff, Sophie Taeuber-Arpová, Robert Frank, Rodolphe Töpffer, Méret Oppenheim, Pietro Lombardo, Hans Erni, Jean-Étienne Liotard, Adrian Frutiger, Jan Tschichold
- Vojenství: Antoine-Henri Jomini, Guillaume-Henri Dufour, Henri Guisan
- Architektura: Domenico Trezzini, Justus Dahinden
- Literatura: Christian Kracht, Johann Jakob Bodmer, Peter Bichsel
- Filozofie a náboženství: Alain de Botton, Peter Bieri, Jakob Ammann
- Herectví: Vincent Pérez
- Hudba: Sinplus, Anna Rossinelli, Yello, Michael von der Heide, Ernest Ansermet, Heinz Holliger, Paolo Meneguzzi, Takasa, Urs Bühler, Debrah Scarlett, Lovebugs, Sebalter, Andreas Vollenweider, Edwin Fischer